# Dallspira
Dallspira is een geslacht van weekdieren uit de klasse van de Gastropoda (slakken).

## Soort
- Dallspira dalli Bartsch, 1950